# Tabahaniotika
 (mai 2023).
La tabahaniotika (en grec : Ταμπαχανιότικα) est un ensemble de musiques de l'île de Crète, dont la définition impossible et la catégorisation problématique révèlent une histoire taboue et des pratiques musicales oubliées sinon occultées[réf. nécessaire].
Sous ce vocable sont rangées des chansons - aux origines inconnues - interprétées pour la plupart et rendues populaires par le duo Stélios Foustaliéris et Giannis Baxevannis de la ville de Réthymnon, Crète.
On a pu[Qui ?] - malgré de fortes différences - appeler ces musiques les rebetika de Crète. 

## Enquête
Lorsque l'on s'intéresse aux musiques tabahaniotika - qu'ont rendues à nouveau populaires les disques de Psaradonis fils (Labis Xylouris) et la compilation de Lambros Liavas - on s'aperçoit que ces chansons apparemment anciennes, relevant sans aucun doute d'un style d'une autre époque, réapparaissent très récemment sans être rattachées à aucun passé connu. C'est de cette simple constatation qu'il faut partir pour comprendre que le mot même de tabahaniotiko implique une problématique plus générale.

## Chansons hétérogènes
Sous la dénomination tabahaniotiko se trouvent rangées des chansons aussi différentes que Oso varoun ta sidera, Dakrizo me parapono, Mikro melaxrino, Filedem, etc.
Cette hétérogénéité amène à comprendre la non-pertinence du terme tabahaniotiko pour construire et produire une catégorie musicale regroupant un ensemble de chansons relevant d'un même style.
En réalité, la seule chose qui rassemble toutes ces chansons entre elles n'est pas un critère musical mais un critère social : elles sont toutes des chansons considérées comme orientales.

## Liste de chansons considérées comme tabahaniotika
- Oso varoyn ta sidera
- Ponemeni kardia
- To meraklidiko pouli
- San deis agapis dakria
- Amete me stin ekklisa
- Ta vasana mou hairomai
- Oso simonei o kairos
- Aman mario
- Oloi mou lene giainta klais
- St' arahniasmeno mnima mou
- Dakryzo me parapono
- Varys piskopianos
- M' ekanes kai s' agapisa
- Mikro melahrino
- Nyhtopoyli